# Antoni Lima
Antoni Lima Solà (* 22. September 1970 in Gavà, Katalonien) – auch Toni Lima genannt – ist ein ehemaliger Fußballspieler aus Andorra, der auf der Position eines Verteidigers spielte.

## Sportliche Laufbahn

### Vereinsfußball
Nachdem er in den Jahren zuvor in der dritten Mannschaft des FC Barcelona bzw. der zweiten Mannschaft von Real Madrid aktiv gewesen war, kam er im Sommer 1991 zu Espanyol Barcelona. Nach nur zwei torlosen Einsätzen in der Primera División wechselte er jedoch bereits wieder den Verein und spielte den Rest der Saison für den spanischen Drittligisten CE l’Hospitalet. Es folgte eine Reihe weiterer Engagements bei wechselnden Vereinen, die oft nur eine einzige Spielzeit anhielten. 2008 beendete er seine aktive Vereinskarriere.

### Nationalmannschaft
Lima absolvierte 64 Einsätze für die andorranische Fußballnationalmannschaft, in denen ihm ein Torerfolg gelang. Sein letztes Länderspiel bestritt er am 10. September 2009 im Verlauf der Qualifikation zur Fußball-WM 2010 (0:6 gegen England).